# Чан Дон У
Чан Дон У (кор. 장동우, 張東雨; нар. 22 листопада 1990), більш відомий під своїм сценічним ім'ям Дону (англ. Dongwoo) — південнокорейський співак, репер, танцюрист і актор. Учасник бой-бенду Infinite і підгрупи Infinite H.

## Біографія
Протягом багатьох років був стажером JYP Entertainment. Колишній однокласник Сюміна, найстаршого учасника групи EXO. До дебюту, він, разом з іншим учасником Hoya, виступав у ролі підтанцьовки на різних музичних шоу.
15 лютого 2013 року Дон У закінчив університет Декьон.
2 вересня 2016 року, стало відомо, що батько Дон У помер від хронічної хвороби.

## Кар'єра

### 2010: Дебют в складі Infinite
Дон У дебютував як головний репер бой-бенду Infinite в 2010 році. Дата офіційного дебюту групи — 10 червня 2010 року.

### 2012-14: Соло-діяльність та Infinite H
У вересні 2012 року Дон У, разом з іншим учасником групи Хоєю, сформували підгрупу Infinite-H та випустили свій перший мініальбом під назвою Fly High на початку 2013 року. Підгрупа має відмінний музичний напрямок і стиль від Infinite, концентруючись більше на репові й танцювальних можливостях кожного з учасників.
У січні 2012 року він взяв участь у записі синглу Baby Soul і Yoo Jia «She is a Flirt». У тому ж році виступив разом з Сонгю і Baby Soul на шоу Immortal Songs 2 з піснею «Woman On The Beach». У грудні 2012 року Дон У, разом з учасником групи Хоєю, виступав як ведучий шоу M Countdown.
У листопаді 2014 року він взяв участь у записі альбому співачки Nicole «First romance». Трек має назву «7-2-Misunderstanding».

### 2015-сьогодення: Соло-діяльність
Дон У дебютував як актор в мюзиклі «In The Heights». Він зіграв роль головного героя Usnavi разом з Ян Дон Ин, Джон Вон Йон і Кі. Мюзикл був поставлений SM C & C, дочірньою компанією SM Entertainment, і розігрувався на сцені з 4 вересня по 22 листопада в «Blue Square». 18 липня він став спеціальним ведучим Music Core. 26 липня 2015 року, Дон У разом з учасником групи L брав участь у шоу KBS Cool FM KBS Kong [Архівовано 21 березня 2016 у Wayback Machine.] як гість. У 2015 році він разом з Баро, учасником групи B1A4, заспівали в треці Ami Hurts down to bones [Архівовано 26 листопада 2016 у Wayback Machine.].Свою першу власноруч написану пісню «Embedded in Mind» (ft. Yoon So-Yoon) Дон У випустив для вебтуну Lookism 21 жовтня 2016 року

## Дискографія

### Мініальбом
| Назва | Деталі альбому                                                                                     | Пікові позиції у чарті | Продажі                  |
| Назва | Деталі альбому                                                                                     | KOR                    | Продажі                  |
| ----- | -------------------------------------------------------------------------------------------------- | ---------------------- | ------------------------ |
| Bye   | - Реліз: 4 березня 2019 - Лейбл: Woollim Entertainment, Kakao M - Формат: CD, цифрове завантаження | 7                      | - Південна Корея: 13,907 |

### Пісні
| Рік  | Пісня                             | Коментарі        |
| ---- | --------------------------------- | ---------------- |
| 2016 | Embedded in Mind (마음 에 _ 묻다) | ft. Yoon So Yoon |

### Співпраця з іншими виконавцями
| Рік  | Пісня                | Виконавець                     |
| ---- | -------------------- | ------------------------------ |
| 2012 | She is a flirt       | Baby Soul і 유지아 (Yoo Ji Ah) |
| 2014 | 7-2-Misunderstanding | Nicole Jung                    |
| 2015 | Hurts down to bones  | Ami                            |

### Написання пісень
| Рік  | Пісня                                                                | Альбом                          |
| ---- | -------------------------------------------------------------------- | ------------------------------- |
| 2013 | MAMAMA (один із авторів тексту пісні)                                | Spectacular                     |
| 2014 | Last Romeo (один із авторів тексту пісні)                            | Другий альбом Infinite Season 2 |
| 2014 | Alone (один із авторів тексту пісні)                                 | Другий альбом Infinite Season 2 |
| 2015 | 예뻐(Pretty) (один із авторів тексту пісні)                          | Fly Again                       |
| 2015 | 어디안가(Aren't You Going Somewhere?) (один із авторів тексту пісні) | Fly Again                       |
| 2015 | 부딪쳐(Bump) (один із авторів тексту пісні)                          | Fly Again                       |
| 2015 | 바빠서(Sorry I'm Busy) (один із авторів тексту пісні)                | Fly Again                       |
| 2015 | Footsteps' (один із авторів тексту пісні)                            | Reality                         |
| 2015 | Between Me and You (один із авторів тексту пісні)                    | Reality                         |
| 2015 | Take care of the Ending (один із авторів тексту пісні)               | Reality                         |
| 2016 | One Day (один із авторів тексту пісні)                               | Infinite Only                   |
| 2016 | True Love (написання репу з Хоєю)                                    | Infinite Only                   |
| 2016 | Zero (написання репу з Хоєю)                                         | Infinite Only                   |
| 2016 | Embedded in Mind (마음에_묻다) (соло за участю Юн Со Юна)            | Сингл: 마음 에 _ 묻다           |

## Фільмографія

### Фільми
| Рік  | Заголовок                                               | Роль               |
| ---- | ------------------------------------------------------- | ------------------ |
| 2012 | INFINITE Concert Second Invasion Evolution The Movie 3D | У ролі самого себе |
| 2014 | Grow: Infinite's Real Youth Life                        | У ролі самого себе |

### Серіали
| Рік  | Заголовок  | Канал трансляції | Роль               |
| ---- | ---------- | ---------------- | ------------------ |
| 2011 | Wara Store | Tooniverse       | У ролі самого себе |

### Мюзикли
| Рік  | Заголовок      | Роль                  |
| ---- | -------------- | --------------------- |
| 2015 | In the Heights | Usnavi (головна роль) |

### Зйомки у кліпах
| Рік  | Пісня          | Виконавець                     | Примітки                     |
| ---- | -------------- | ------------------------------ | ---------------------------- |
| 2012 | She is a flirt | Baby Soul і 유지아 (Yoo Ji Ah) | Епізодична роль в кліпі      |
| 2013 | MAMAMA         | Tasty                          | Разом з учасником гурту Хоєю |